# 三豊市立西香川病院
三豊市立西香川病院（みとよしりつにしかがわびょういん）は香川県三豊市高瀬町にある医療機関。三豊市が設置し三豊・観音寺市医師会が管理する公立病院（市区町村立病院）である。国市池と勝田池という2つの池に挟まれた土地に位置する。香川県認知症疾患医療センターに指定されている。

## 沿革
三豊市立西香川病院の前身である松岡回春園は1934年（昭和9年）に民間の結核療養所として開設された。その後、1947年（昭和22年）に国立に移管、国立高松療養所三豊分院となる。その後、1983年（昭和58年）に現在地に移転、国立療養所西香川病院と改称する。さらに、2000年には高瀬町に移管、高瀬町立西香川病院となり、合併により三豊市が成立した2006年（平成18年）1月に三豊市立西香川病院となった。

## 診療科・部門
診療科
- 内科
- 精神科
- リハビリテーション科

診療部門
- 入院病棟（140床）
  - 第1病棟（50床）：精神科療養病棟
  - 第2病棟（60床）：回復期リハビリテーション病棟
  - 第3病棟（30床）：療養病棟
- 認知症デイケア「グードリブ」（50名）
- 小規模デイサービスセンター「うちん家」
- 居宅介護支援事業所「ベストスマイル」
- 認知症疾患医療センター

## 交通アクセス
公共交通機関
- JR四国予讃線高瀬駅からタクシーで4分、徒歩約20分

自家用車
- 高松自動車道さぬき豊中ICから約10分